# Rafig Huseynov
Rafig Huseynov, né le 16 mai 1988 à Tachkent en RSS d'Ouzbékistan, est un lutteur azerbaïdjanais spécialiste de la lutte gréco-romaine.

## Palmarès

### Jeux olympiques
- Médaille de bronze en catégorie des moins de 77 kg en 2020

### Championnats du monde
- Médaille d'or en catégorie des moins de 82 kg en 2021
- Médaille d'or en catégorie des moins de 82 kg en 2023
- Médaille d'argent en catégorie des moins de 82 kg en 2019

### Championnats d'Europe
- Médaille d'or en catégorie des moins de 74 kg en 2011
- Médaille d'or en catégorie des moins de 82 kg en 2020
- Médaille d'or en catégorie des moins de 82 kg en 2022
- Médaille de bronze en catégorie des moins de 82 kg en 2018

### Jeux européens
- Médaille d'argent en catégorie des moins de 80 kg en 2015